# EBuddy
eBuddy est un service de messagerie instantanée disponible sur Internet et sur téléphones mobiles.
eBuddy a débuté en tant qu'application web, en 2003, sous le nom d' e-messenger (ancien lien - www.e-messenger.net). En 2006, la compagnie change de nom pour passer d' e-Messenger à eBuddy, et inclure, par la suite, de nouvelles fonctionnalités de dialogue en ligne tels que Windows Live Messenger (MSN), Yahoo! Messenger, AOL Instant Messenger, ICQ, Google Talk, MySPace IM et Facebook, en n'utilisant qu'une interface.
C'est un site gratuit ne nécessitant aucune inscription obligatoire, excepté pour l'utilisation de la webcam - ce que les utilisateurs peuvent pallier en utilisant un autre service de messagerie tel que aMSN s'il souhaite utiliser un compte MSN (Pidgin, quant à lui, ne supporte pas la webcam).
Pour se connecter à son courriel, l'adresse électronique et le mot de passe doivent être saisis.
Il s'est propagé très rapidement sur les appareils mobiles Apple : sur iPod Touch (ayant accès internet en Wi-Fi) et sur iPhone (car il est utilisable sur les appareils mobiles ayant accès à Internet).
eBuddy est une compagnie associée à Prime Technology Ventures et Lowland Capital Partners. La compagnie est basée à Amsterdam et possède un bon nombre de sociétés à Londres et San Francisco.

## Historique
eBuddy a originellement été conçu par Paulo Taylor. Il a parié avec un ami qu'il réussirait à installer Windows Live Messenger dans un téléphone portable. Quelques semaines plus tard, il gagne son pari et charge l'application sur un serveur. Les visiteurs lui demandent par la suite d'en faire un site internet ou simplement une plateforme d'accès où l'ensemble des internautes pourraient se rencontrer pour partager. Alors que l'application prend de l'ampleur, Paulo décide de passer au niveau supérieur.
Le 9 septembre 2003, Taylor et son partenaire créent EverywhereMSN.com. Cependant, Microsoft réclame son nom de domaine et, le 4 décembre 2003, le domaine est changé en e-messenger.net. Le 1er mai 2004, le site devient une compagnie. Le 1er juin 2006, e-Messenger est renommé eBuddy.